# Leptotes floridensis
Leptotes floridensis är en fjärilsart som beskrevs av Morrison 1874. Leptotes floridensis ingår i släktet Leptotes och familjen juvelvingar. Inga underarter finns listade i Catalogue of Life.